# Manoe Meulen
Manoe Mathilda Catharina Maria Meulen (Weert, 11 september 1978) is een Nederlands ex-voetballer die onder meer uitkwam voor Willem II, VVV-Venlo en het Nederlands elftal.

## Clubcarrière
Meulen begon haar carrière op 10-jarige leeftijd bij SV Laar. Na zeven seizoenen vertrok ze naar SV Braakhuizen en vervolgens naar hoofdklasser Ste.Do.Co. In 2008 tekende ze bij Willem II. Ze speelde 63 duels voor de Tilburgers, die in 2011 stopten met vrouwenvoetbal. Hierop stapte ze over naar VVV-Venlo. Toen de club in 2012 stopte ten faveure van PSV/FC Eindhoven besloot Meulen een punt achter haar carrière te zetten.

## Interlandcarrière
Op 16 april 2003 maakte Meulen haar debuut voor het Nederlands vrouwenvoetbalelftal. In de zomer van 2009 nam ze met het Nederlands elftal deel aan het EK. Ze speelde alle wedstrijden, werd eenmaal verkozen tot Woman of the Match en bereikte uiteindelijk de halve finale met Nederland.

## Statistieken
| Seizoen | Club      | Land      | Competitie | Wedstrijden | Doelpunten |
| ------- | --------- | --------- | ---------- | ----------- | ---------- |
| 2008/09 | Willem II | Nederland | Eredivisie | 24          | 0          |
| 2009/10 | Willem II | Nederland | Eredivisie | 18          | 0          |
| 2010/11 | Willem II | Nederland | Eredivisie | 21          | 0          |
| 2011/12 | VVV-Venlo | Nederland | Eredivisie | 18          | 0          |
| Totaal  | Totaal    | Totaal    | Totaal     | 81          | 0          |

1: Geurts ·
2: Bito ·
3: Koster ·
4: Meulen ·
5: Hogewoning ·
6: Hoogendijk ·
7: Kiesel-Griffioen ·
8: Van de Ven ·
9: Melis ·
10: Stevens ·
11: Smit · 12: Brummel · 13: Christ · 14: De Boer · 15: Van den Heiligenberg · 16: Dugardein · 17: Spitse · 18: De Vries · 19: Pieëte · 20: Van Dalen · 21: De Ridder · 22: Van de Sanden · Coach: Pauw